# Moseriana bimaculata
Moseriana bimaculata är en skalbaggsart som beskrevs av Moser 1907. Moseriana bimaculata ingår i släktet Moseriana och familjen Cetoniidae. Inga underarter finns listade i Catalogue of Life.